# Јувентин и Максимин
Свети Јувентин (или Јувентије) и Максимин (ум. 29. јануара 363) су били ранохришћански мученици и чланови царске гарде цара Јулијана. Њихов празник је 25. јануар.
Поштовани су у католичкој и православној цркви. Помињу се 25. јануара (западно хришћанство) и 5.(18) септембра у Православној цркви.
Страдање светих Јувентина и Максимина познато је из беседе Јована Злотоуста у његове похвале њиховом подвигу. Они су били војници цара Јулијана Одступника, у Антиохији. На једној војничкој прослави они су у разговору осудили цара због прогона хришћана. Неко је то дојавио цару, и цар је наредио да се ухапсе и баце у тамницу. Цар је најпре понудио а се орекну Христа како би их ослободио, твреећи да су многи хришћани то већ учинили. На то они су оговорили: „Зато баш ми морамо стајати храбро и принети себе на жртву због њиховог одступништва”. Након тога су убијени осецањем главе. 
Свети Јован Хризостом истиче да су погубљени усред ноћи под оптужбом за велеиздају, пошто Јулијан није желео да од њих прави мученике наговештавајући да су умрли због своје вере.